# Linnaeosicyos amara
Linnaeosicyos amara là một loài thực vật có hoa trong họ Cucurbitaceae sinh sống trong khu vực Caribe (đảo Hispaniola). Loài này được Carl Linnaeus mô tả khoa học lần đầu tiên năm 1753 trong chi Trichosanthes với danh pháp Trichosanthes amara. Năm 2008, Hanno Schaefer, Alexander Kocyan và Susanne S. Renner chuyển nó sang chi do họ mới thiết lập là Linnaeosicyos với danh pháp như hiện tại.